# Schizonella cocconii
Schizonella cocconii är en svampart som först beskrevs av Morini, och fick sitt nu gällande namn av Liro 1938. Schizonella cocconii ingår i släktet Schizonella och familjen Anthracoideaceae.   Inga underarter finns listade i Catalogue of Life.